# Andrzej Klimek
Andrzej Tadeusz Klimek (ur. 28 października 1968 w Krakowie) – polski fizjolog sportu, nauczyciel akademicki oraz rektor Akademii Wychowania Fizycznego w Krakowie.

## Życiorys
Syn Adama Klimka. W latach od 1983 do 1987 uczęszczał do VII Liceum Ogólnokształcącego im. Zofii Nałkowskiej w Krakowie. Studia na kierunku rehabilitacji ruchowej Akademii Wychowania Fizycznego (AWF) w Krakowie ukończył z wyróżnieniem „primus inter pares” w 1991 roku jako magister rehabilitacji ruchowej, następnie został zatrudniony jako asystent w Zakładzie Fizjologii i Biochemii AWF w Krakowie. W 1995 roku uzyskał promocję doktora nauk o kulturze fizycznej oraz został zatrudniony na stanowisku adiunkta w AWF w Krakowie. Naukowy stopień doktora habilitowanego nauk o kulturze fizycznej w zakresie fizjologii sportu uzyskał w 2004 roku, zaś w 2005 roku został mianowany na stanowisko profesora nadzwyczajnego AWF w Krakowie.
15 lipca 2011 otrzymał tytuł profesora nauk o kulturze fizycznej. W 2008 został rektorem AWF w Krakowie. W lutym 2012 ponownie powierzono mu tę funkcję (kadencja 2012-2016). W marcu 2016 został wybrany prorektorem do spraw studenckich AWF na okres kadencji 2016-2020. 29 lutego 2024 roku  profesor Andrzej KLIMEK został wybrany ponownie Rektorem Akademii Wychowania Fizycznego im. Bronisława Czecha w Krakowie na kadencję 2024-2028.
W 2019 został członkiem Rady Doskonałości Naukowej I kadencji.

## Nagrody i odznaczenia
- 1999: Nagroda Ministra Edukacji Narodowej za wkład pracy w Radzie Głównej Szkolnictwa Wyższego
- 2000: Srebrna Odznaka „Zasłużony Działacz Kultury Fizycznej”
- 2001: Nagroda Ministra Edukacji Narodowej za wkład pracy i zaangażowanie w działalność Rady Głównej Szkolnictwa Wyższego
- 2002: Nagroda Ministra Edukacji Narodowej i Sportu za wkład pracy w Radzie Głównej Szkolnictwa Wyższego
- 2005: Srebrny Krzyż Zasługi
- 2013: Złota Odznaka „Za Zasługi dla Sportu”
- 2016: Odznaka Honorowa Polskiego Czerwonego Krzyża
- 2016: Złoty Krzyż Zasługi
- 2023: Złoty Medal „Zasłużony dla Nauki Polskiej Sapientia et Veritas”[5]